# Алфенас
Алфенас (порт. Alfenas) — муниципалитет в Бразилии, входит в штат Минас-Жерайс. Составная часть мезорегиона Юг и юго-запад штата Минас-Жерайс. Входит в экономико-статистический микрорегион Алфенас. Население составляет 77 494 человека на 2006 год. Занимает площадь 848,320 км². Плотность населения — 91,3 чел./км².
Праздник города — 15 октября.

## История
Город основан 15 октября 1869 года. 

## Статистика
- Валовой внутренний продукт на 2003 год составляет 505 156 328,00 реалов (данные: Бразильский институт географии и статистики).
- Валовой внутренний продукт на душу населения на 2003 год составляет 6952,14 реалов (данные: Бразильский институт географии и статистики).
- Индекс развития человеческого потенциала на 2000 год составляет 0,829 (данные: Программа развития ООН).

## География
Климат местности: горный тропический.